# Anna Jaradze
Anna Lukianovna Kharadze (transliterado del idioma georgiano ანა ხარაძე, y del ruso Анна Lukianovna Харадзе) ( 1905 - 1977 ) fue una botánica georgiana-rusa.
- La abreviatura «Kharadze» se emplea para indicar a Anna Jaradze como autoridad en la descripción y clasificación científica de los vegetales.[1]